# 民主社会主义统一分子党
民主社会主义统一分子党（羅馬化：al-Hizb al-waHdawi al-ishtiraki ad-dimuqraTi）是叙利亚的一个已不存在的纳赛尔主义政党。1974年，它从社会主义统一分子党分裂出来。